# 吉祥天高原

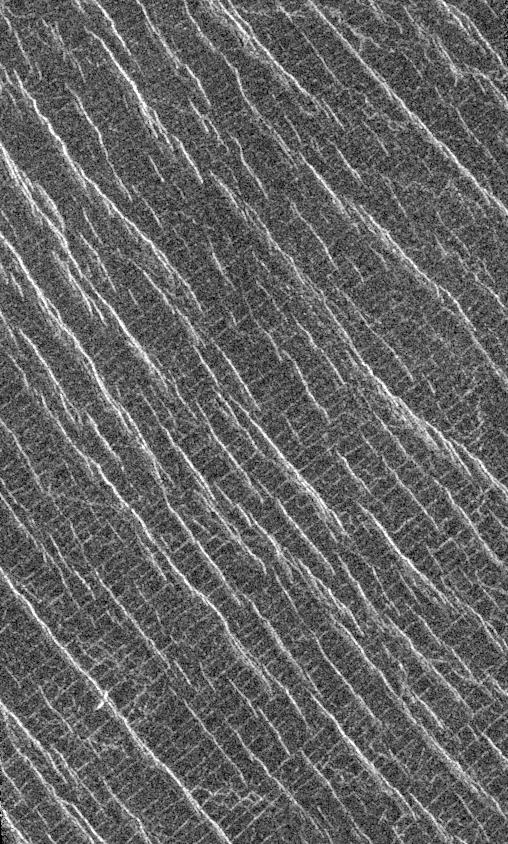
吉祥天高原中的線理。

吉祥天高原（英語：Lakshmi Planum）是一個金星上的高原，位於伊师塔地西方，以印度教的財富女神吉祥天女命名

## 概要
吉祥天高原比金星的平均半徑高約3.5公里。而該高原周圍是被受到強烈擠壓運動之後的高山區域圍繞，在南方邊緣的影像則是克洛托鑲嵌地（Clotho Tessera）。
吉祥天高原內的平坦區域在雷達影像中可看到暗色區域、均勻而平坦的熔岩流。